# Криминал 90-х
«Криминал 90-х» — десятый студийный альбом российской рэп-группы Bad Balance, выпущенный 28 октября 2013 года на лейбле «Союз».
Альбом был записан на студии 100Pro Studio в Москве в 2013 году. Третий участник группы Bad Balance, Купер, принял участие в записи только одного трека — «Из 90-х». Музыку для альбома создали ШЕFF (под псевдонимом Сhill-Will) и Al Solo при содействии Романа Синцова. Все тексты для альбома написал гострайтер Сергей «Ворон» Сорокин, также являющийся автором идеи альбома.
Презентация альбома в Москве состоялась в московском клубе «Lookin Rooms» 22 ноября 2013 года, в Питере — на следующий день в клубе «Грибоедов».

## Об альбоме
Согласно пресс-релизу альбома, после августовского путча страна сваливается в хаос, прилавки магазинов пусты, республики бывшего Союза одна за другой объявляют о суверенитете, центральной власти уже никто не подчиняется, криминальный мир набирает всё большую силу. «Криминал 90-х» описывает вполне конкретный период в новой российской истории.
В интервью для журнала Rolling Stone Russia Эл Соло рассказал о том, чему посвящён альбом: «Мы рассказываем про конец перестройки, пришествие Ельцина, криминальный уклон, первые киллеры, первые бизнесмены, наперсточники, спортсмены, которые уходили в бандитизм. Как разграб*ялась страна, из какого „теста“ замешивалась современная Россия.». В другом интервью для журнала «Афиша» Al Solo пояснил, что на этом альбоме группа Bad Balance говорит о том, на чём разбогатела нынешняя власть.
В поддержку выхода альбома было снято четыре видеоклипа на песни «Города», «Каталы», «Клофелин» и «На капоте».

## Приём критиков
В 2013 году обозреватель портала Weburg, Олег Лузин, оценил альбом на семь с половиной звёзд из десяти и назвал его «достойным концептуальным альбомом»:
Пионеры советского и российского рэпа Bad Balance, чьи пластинки «Налётчики Bad B» и «Город джунглей» уже давно стали классикой, несколько дисков назад уже обращались к теме криминала: концептуальная работа «Легенды гангстеров» рассказывала о наиболее известных представителях преступного мира в 30-х годах XX века. Шесть лет спустя Мастер Шеff, Купер и Al Solo сужают географические рамки и обращаются ко всем известному периоду в новой российской истории. Вместо «Аль Капоне» и «Дон Хосе» — треки «Города», «Киллер», внимание ко всем важным персонам и событиям 90-х, качественная мрачная атмосфера, фирменные биты и подача — «Криминал 90-х» достойный концептуальный альбом, который по хитовым трекам пусть и уступает «Легендам гангстеров», но по истории гораздо ближе. Отличная пластинка.

## Список композиций
| №   | Название                        | Текст песни   | Музыка                         | Длительность |
| --- | ------------------------------- | ------------- | ------------------------------ | ------------ |
| 1.  | «Место событий»                 | ШЕFF, Al Solo | Сhill-Will                     | 1:24         |
| 2.  | «Рассвет криминала»             | ШЕFF, Al Solo | Chill-Will, Р. Синцов, Al Solo | 4:04         |
| 3.  | «Киллер»                        | ШЕFF, Al Solo | Al Solo                        | 3:56         |
| 4.  | «Мусора»                        | ШЕFF          | Al Solo                        | 1:52         |
| 5.  | «Менты»                         | ШЕFF          | Al Solo                        | 3:47         |
| 6.  | «Каталы»                        | ШЕFF          | Al Solo                        | 4:15         |
| 7.  | «Барыга»                        | ШЕFF          | Al Solo, Chill-Will            | 1:30         |
| 8.  | «Чёрный рынок»                  | ШЕFF, Al Solo | Al Solo, Chill-Will            | 4:18         |
| 9.  | «Города»                        | ШЕFF          | Al Solo                        | 3:47         |
| 10. | «Путана»                        | ШЕFF          | Chill-Will, Р. Синцов          | 1:47         |
| 11. | «Клофелин»                      | ШЕFF          | Al Solo                        | 5:19         |
| 12. | «На капоте»                     | Al Solo       | Al Solo                        | 2:15         |
| 13. | «Ролс Ройс»                     | ШЕFF          | Al Solo, Chill-Will            | 1:52         |
| 14. | «Капитан»                       | ШЕFF          | Al Solo                        | 3:28         |
| 15. | «Криминальная революция России» | ШЕFF          | Al Solo                        | 2:25         |
| 16. | «Эпоха криминала»               | ШЕFF, Al Solo | Al Solo, Chill-Will            | 4:04         |
| 17. | «Из 90-х»                       | ШЕFF, Al Solo | Al Solo, Chill-Will            | 3:50         |

## Участники записи
- ШЕFF (он же Сhill-Will) — вокал, автор слов (1-11, 13-17), музыка (1-2, 7-8, 10, 13, 16-17), продюсер альбома
- Al Solo — вокал, автор слов (1-3, 8, 12, 16-17), музыка (2-9, 11-17)
- Купер — вокал (17)
- Сергей Сорокин (Ворон) — автор идеи альбома, вокал (4, 7, 10, 13), автор слов (1-17)
- Роман Синцов — музыка (2, 10), запись, сведение, мастеринг на студии 100Pro Studio в Москве
- Сергей Zver — дизайн